# Federação Roraimense de Futsal
La Federação Roraimense de Futsal (conosciuta con l'acronimo di FRFS) è un organismo brasiliano che amministra il calcio a 5 nella versione FIFA per lo stato di Roraima.
Fondata il 11 marzo 1991, la FRFS ha sede nel capoluogo Boa Vista ed ha come presidente Osmar de Matos. La sua selezione non ha mai vinto il Brasileiro de Seleções de Futsal, e non è mai giunta sul podio della medesima competizione.